# Entoloma kuehnerianum
Entoloma kuehnerianum är en svampart som beskrevs av Noordel. 1985. Entoloma kuehnerianum ingår i släktet Entoloma och familjen Entolomataceae.  Arten är reproducerande i Sverige. Inga underarter finns listade i Catalogue of Life.